# Gemini (Atrocity)
Gemini è il sesto album in studio del gruppo musicale tedesco Atrocity, pubblicato nel 2000 dalla Motor Music.

## Tracce
1. Taste of Sin (ZaZa cover) – 3:48
2. Zauberstab – 3:46
3. Tanz der Teufel – 3:53
4. Liebesspiel – 4:34
5. Wilder Schmetterling – 3:22
6. Sound of Silence (Simon & Garfunkel cover) – 3:53
7. Das 11. Gebot – 4:21
8. Sometimes... A Nightsong – 3:39
9. Seasons in Black – 4:57
10. Gemini – 3:24
11. Lili Marleen (Lale Andersen cover) – 3:43

## Formazione
- Alexander Krull – voce
- Mathias Röderer – chitarra
- Thorsten Bauer – chitarra
- Chris Lukhaup – basso
- Martin Schmidt – batteria